# 贝切定律
贝切定律（英文；Birch's law)，是美国地球物理学家弗朗西斯·贝切于1961年建立的，指出在平均原子量为{\displaystyle M_{\mathrm {avg} }}的岩石和矿物中，弹性波传播速度{\displaystyle v_{p}}與密度{\displaystyle \rho }成线性关系。其数学式为：
{\displaystyle v_{p}=a(M_{\mathrm {avg} })+b\rho ,}
其中{\displaystyle a(x)}为某类函数，{\displaystyle b}为常数。
贝切定律所建立的弹性波速和材料密度的单一关系适用范围较广；不管由于晶体结构、压力、成份或温度所引起的变化，贝切定律都适用。有人用NaCl和KCl多晶做实验，压力高达17吉帕斯卡，NaCl体积压缩达百分之40，KCl体积压缩达百分之60的情況下，实验数据显示仍服从贝切定律。